# 復讐は囁きにのせて
『復讐は囁きにのせて』（ふくしゅうはささやきにのせて）は、堂ノ本敬太監督の日本映画。2023年11月27日劇場公開。

## 概要
「OP PICTURES+フェス2023」作品の1本として劇場公開。
OP PICTURES新人監督発掘プロジェクト2022優秀賞受賞作。監督の堂ノ本にとっては商業映画デビュー作となる。
堂ノ本が大学在学中、同人エロASMRの台本を書く仕事をした経験をもとに、企画立案した。スタッフは堂ノ本の母校・大阪芸術大学の卒業生で殆どが占められており、『メタモルフォーゼの縁側』の撮影・谷康生、『嵐電』の照明・浅川周、『37セカンズ』の美術・宇山隆之が製作スタッフとして参加した。2024年6月28日、R18編集され『淫語集団　あえぎの多重奏』として公開。

## あらすじ
ナツカとアユトの夫婦は結婚3年目の倦怠期を迎えていた。ある日、アユトの取引先の社長夫妻が家に遊びにやって来る。ナツカは社長夫人に冷め切った夫婦生活のことを相談するのだが、その夜ナツカは不穏な喘ぎ声を聞き、アユトと社長夫人の浮気現場を目撃してしまう。
ショックを受けたナツカは復讐のため、社長を自らの色気で逆に寝取ることを決意するが、周辺を聞き込み調査すると、社長は生粋のASMRオタクで、声でしかイクことが出来ない男だったと判明する。ナツカは謎のASMRサークル「マグロの耳飾り」に参加し、音でイかせることを追求するディープな世界に入っていく。

## 登場人物
ナツカ
演 - 白石かんな
冷え切った夫婦関係に悩む妻。
カナ
演 - 上戸まり
上司のセクハラに悩む秘書。ナツカに協力する。
ハルカ
演 - 福田もも

先輩声優
演 - 燃ゆる芥
先輩声優
演 - 生田みく
マグロ
演 - 三代朋也
ASMRサークル「マグロの耳飾り」代表。
カツオ
演 - 中岡さんたろう
生粋のASMR好き社長。
アユト
演 - 長森要
冷え切った夫。
トメ
演 - 波佐本麻里
専属絵師。

## スタッフ
- 監督・脚本：堂ノ本敬太
- 撮影：谷康生
- 照明：浅川周
- 録音：樽見阿尼麻
- 整音：樽見阿尼麻
- 美術：宇山隆之
- 衣装：岡本あかり
- ヘアメイク：下部かのん
- 編集：古川桂一
- 音響効果：谷口莉子
- 助監督：山本時禎
- スチール：高畑琳
- 監督助手：小林一晴
- 制作：カナリヤスタジオ
- 提供：オーピー映画